# エネルギー・運動量テンソル
エネルギー・運動量テンソル（エネルギー・うんどうりょうテンソル、英語: energy-momentum tensor、stress-energy tensor、stress-energy-momentum tensor）とは、質量密度、エネルギー密度、エネルギー流、運動量密度、応力を相対性理論に基づいた形式で記述した物理量である。
一般相対性理論において、アインシュタイン方程式の物質分布を示す項として登場し、重力を生じさせる源（source term）としての意味を持つ。
エネルギー・運動量テンソルは二階のテンソルであり、記号は {\displaystyle T^{\mu \nu }} で表されることが多い。アインシュタイン方程式で、真空の状況を考える時は、{\displaystyle T^{\mu \nu }=0} とすればよい。
エネルギー・運動量テンソル {\displaystyle T^{\mu \nu }} は、定義から明らかに対称テンソルである。
以下では、時間座標を0成分とし、空間座標を1,2,3成分とする添字を使い、計量(metric)の符号は{\displaystyle (-,+,+,+)\,}とする。また、アインシュタインの縮約記法を用いる。
共変微分をもちいて
{\displaystyle T^{\mu \nu }{}_{;\mu }=0\,}
とすれば、これは、共変形式のエネルギー・運動量保存則を表すことになる。

## 定義
エネルギー・運動量テンソルはネーターの定理により、時空の並進対称性のネーター・カレントとして定められる。
作用積分が
{\displaystyle S[\phi ]=\int \mathrm {d} ^{4}x\,{\mathcal {L}}(\phi ,\partial \phi )}
と書かれているとき、時空の微小な併進 x → x' = x + ξ に対して、φ'(x')=φ(x) が成り立つ。
従って、場は
{\displaystyle \delta _{\xi }\phi (x)=\phi '(x)-\phi (x)=\phi (x-\xi )-\phi (x)=-\xi ^{\mu }\partial _{\mu }\phi (x)}
と変換される。
エネルギー・運動量テンソルは
- {\displaystyle T_{\mu }^{\nu }:={\frac {\partial {\mathcal {L}}}{\partial (\partial _{\nu }\phi )}}\partial _{\mu }\phi -\delta _{\mu }^{\nu }{\mathcal {L}}}

となる。この定義には任意性があり、{\displaystyle h_{\mu }{}^{\nu \rho }=-h_{\mu }{}^{\rho \nu }} により
{\displaystyle T_{\mu }^{\nu }\to T_{\mu }^{\nu }+\partial _{\rho }h_{\mu }{}^{\nu \rho }}
で置き換えることができる。この任意性によりエネルギー・運動量テンソルは対称テンソルとして定義される。
別の定義の仕方として、時空の計量による汎関数微分として定義する方法がある。この方法では対称であることが定義により明確となる。
一般相対性理論においては時空の計量 g が力学変数となる。作用汎関数が
{\displaystyle S[g,\phi ]={\frac {1}{c}}\int {\mathcal {L}}(g,\phi ,\partial \phi ){\sqrt {-g}}\,\mathrm {d} ^{4}x}
で書かれているとき、計量 g による作用の汎関数微分は
{\displaystyle {\begin{aligned}{\frac {\delta S[g,\phi ]}{\delta g_{\mu \nu }(x)}}&={\frac {1}{c}}{\frac {\partial {\mathcal {L}}}{\partial g_{\mu \nu }}}{\sqrt {-g}}+{\frac {1}{c}}{\mathcal {L}}\,{\frac {\partial {\sqrt {-g}}}{\partial g_{\mu \nu }}}\\&={\frac {1}{c}}\left[{\frac {\partial {\mathcal {L}}}{\partial g_{\mu \nu }}}+{\frac {1}{2}}g^{\mu \nu }{\mathcal {L}}\right]{\sqrt {-g}}\\&={\frac {1}{2c}}T^{\mu \nu }(x){\sqrt {-g}}\\\end{aligned}}}
である。従って、エネルギー運動量テンソルは
{\displaystyle T^{\mu \nu }(x)=2{\frac {\partial {\mathcal {L}}}{\partial g_{\mu \nu }}}+g^{\mu \nu }{\mathcal {L}}}
で与えられる。

## 各成分の意味

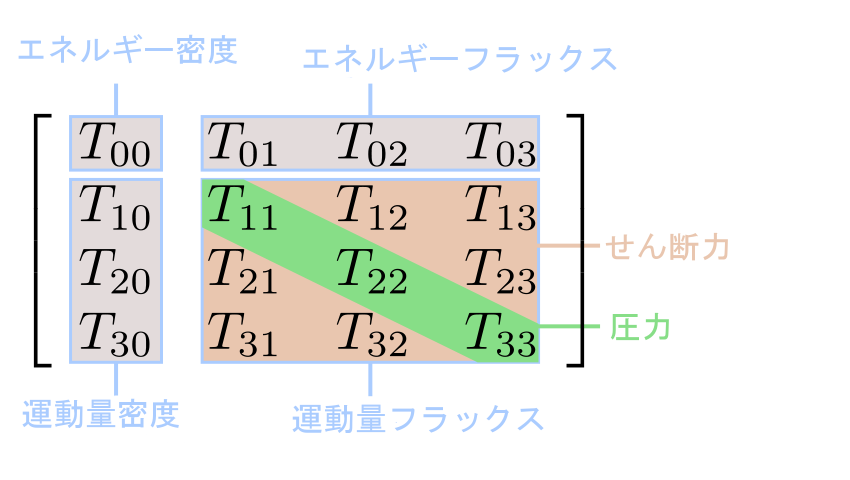
応力エネルギーテンソル

- 時間-時間成分、即ち {\displaystyle T^{00}\,} は、エネルギー密度である。
- 時間-空間成分、即ち {\displaystyle T^{0j}\,} は、{\displaystyle x^{j}\,}の方向へのエネルギーの流れである。
- 空間-時間成分、即ち {\displaystyle T^{i0}\,} は、i-成分の運動量密度である。
- 空間成分、即ち {\displaystyle T^{ij}\,} は、{\displaystyle x^{j}\,}の方向への i-成分の運動量の流れである。

## 相対論的粒子
相対論的粒子の系を記述する作用汎関数は
{\displaystyle {\begin{aligned}S[g,X,\gamma ]&={\frac {1}{2}}\int \sum _{i}\left({\frac {1}{{\gamma _{i}}^{2}}}g_{\mu \nu }(X_{i})\,{\dot {X}}_{i}^{\mu }{\dot {X}}_{i}^{\nu }-m_{i}^{2}c^{2}\right)\gamma _{i}(\lambda )\,\mathrm {d} \lambda \\&={\frac {1}{2}}\int \mathrm {d} ^{4}x\int \sum _{i}\left({\frac {1}{{\gamma _{i}}^{2}}}g_{\mu \nu }(x)\,{\dot {X}}_{i}^{\mu }{\dot {X}}_{i}^{\nu }-m_{i}^{2}c^{2}\right)\delta ^{4}(X_{i}-x)\,\gamma _{i}(\lambda )\,\mathrm {d} \lambda \\\end{aligned}}}
であり、ここからエネルギー・運動量テンソルが
{\displaystyle T^{\mu \nu }(x)={\frac {2c}{\sqrt {-g}}}{\frac {\delta S[g,X,\gamma ]}{\delta g_{\mu \nu }(x)}}={\frac {c}{\sqrt {-g}}}\int \sum _{i}{\frac {1}{\gamma _{i}}}{\dot {X}}_{i}^{\mu }{\dot {X}}_{i}^{\nu }\delta ^{4}(X_{i}-x)\,\mathrm {d} \lambda }
と導かれる。補助変数 γi から導かれる拘束条件 {\displaystyle \gamma ={\frac {1}{m_{i}}}{\frac {\mathrm {d} \tau _{i}}{\mathrm {d} \lambda }}} を用いれば
{\displaystyle T^{\mu \nu }(x)={\frac {1}{\sqrt {-g}}}\sum _{i}m_{i}c\int u_{i}^{\mu }u_{i}^{\nu }\delta ^{4}(X_{i}-x)\,\mathrm {d} \tau _{i}}
となる。

## 完全流体近似のエネルギー・運動量テンソル
物質の平均自由行程が全体のスケールに比べて短いとき、流体近似が可能である。さらに、流体の静止系に乗ったときに、圧力が等方的であり（応力テンソルが対角的であり）、粘性のない場合、完全流体として考えることができる。このとき、一般に次のように仮定することができる。
{\displaystyle T^{\mu \nu }=(\rho +p)u^{\mu }u^{\nu }+g^{\mu \nu }p\,}
{\displaystyle \rho ,p\,} は、静止系で観測したときの質量エネルギー密度と圧力であり、
{\displaystyle g^{\mu \nu },u^{\mu }\,} は、計量テンソル・流体の4元速度ベクトル（共動座標系ならば、{\displaystyle u^{\mu }=(1,0,0,0)\,}、流体速度を{\displaystyle v^{i}\,} と観測する場合には{\displaystyle u^{\mu }=(1,v^{i})\,}）である。この仮定は、宇宙モデルを論じるときに通常用いられる。
非相対論的な場合、{\displaystyle g_{\mu \nu }\approx \eta _{\mu \nu },\,|v^{i}|\ll 1,\,p\ll \rho \,}となるから、行列形式で成分を書くと
{\displaystyle T^{\mu \nu }={\begin{pmatrix}\rho &\rho v_{x}&\rho v_{y}&\rho v_{z}\\\rho v_{x}&p+\rho v_{x}^{2}&\rho v_{x}v_{y}&\rho v_{x}v_{z}\\\rho v_{y}&\rho v_{x}v_{y}&p+\rho v_{y}^{2}&\rho v_{y}v_{z}\\\rho v_{z}&\rho v_{x}v_{z}&\rho v_{y}v_{z}&p+\rho v_{z}^{2}\end{pmatrix}}}
となる。この空間成分は、古典的流体力学の応力テンソル
{\displaystyle \pi ^{ij}=\rho v^{i}v^{j}+p\delta ^{ij}\,}
と一致する。

## 電磁場のエネルギー・運動量テンソル
電磁場を記述する系の力学変数は電磁ポテンシャル A であり、一般化速度に相当する力学変数の微分は電磁場強度 F である。時空の計量 g を露わに書いた電磁場のラグランジュ関数は
{\displaystyle {\mathcal {L}}_{A}(g,F)=-{\frac {c}{4Z_{0}}}g^{\mu \nu }g^{\rho \sigma }F_{\mu \rho }F_{\nu \sigma }(x)}
である。このラグランジュ関数から得られる電磁場のエネルギー・運動量テンソルは
{\displaystyle T^{\mu \nu }(x)={\frac {c}{Z_{0}}}\left[F^{\mu \rho }F^{\nu }{}_{\rho }-{\frac {1}{4}}g^{\mu \nu }F^{\rho \sigma }F_{\rho \sigma }\right]}
となる。
T00 は電磁場のエネルギー密度、T0j はポインティング・ベクトル、Tij はマクスウェルの応力テンソルである。